# Comuna de Pietrowice Wielkie
Pietrowice Wielkie é uma comuna na Polónia, na voivodia de Silésia e no condado de Racibórz. A sede do condado é a cidade de Pietrowice Wielkie.
De acordo com os censos de 2016, a comuna tem 6966 habitantes, com uma densidade 102,5 hab./km².

## Área
Estende-se por uma área de 68,07 km², incluindo:
- área agrícola: 87%
- área florestal: 4%

## Demografia
Dados de 30 de junho de 2004:
|                      | Total   | Total | Mulheres | Mulheres | Homens  | Homens |
| -------------------- | ------- | ----- | -------- | -------- | ------- | ------ |
|                      | pessoas | %     | pessoas  | %        | pessoas | %      |
| População            | 7203    | 100   | 3769     | 52,3     | 3434    | 47,7   |
| Densidade (pop./km²) | 105,8   | 100   | 55,4     | 55,4     | 50,4    | 50,4   |

De acordo com dados de 2002, o rendimento médio per capita ascendia a 1269,8 zł.

## Subdivisões
- Amandów, Cyprzanów, Gródczanki, Kornice, Krowiarki, Lekartów, Maków, Pawłów, Pietrowice Wielkie, Samborowice, Żerdziny

## Comunas vizinhas
- Baborów, Kietrz, Krzanowice, Racibórz, Rudnik. A comuna é adjacente à República Tcheca.